# Herrarnas lagförföljelse i bancykling vid olympiska sommarspelen 2008
Herrarnas lagförföljelse i bancykling vid olympiska sommarspelen 2008 ägde rum den 17-18 augusti i Laoshan Velodrome.
Tävlingen bestod av flera rundor. Lagen bestod av fyra cyklister och steg ett var att alla lag i första rundan körde tempolopp på en 4 kilometers bana. Tiderna baserades på den tredje cyklisten i varje lag. De främsta åtta lagen avancerade till matchomgången. I den omgången parades lagen ihop två och två baserat på seedningen som baserades på tiderna från första omgången. Vinnarna i de fyra lagen avancerade till den sista omgången, medan förlorarna rankades enligt sina tider (femte till åttonde plats). De två främsta vinnartiderna från matchrundan avancerade sina lag till en match om guld och silver, medan övriga två fick cykla om bronset.

## Medaljörer
| Event                    | Guld                                                                 | Silver                                                                                            | Brons                                                                         |
| Herrarnas lagförföljelse | Storbritannien Ed Clancy Paul Manning Geraint Thomas Bradley Wiggins | Danmark Alex Rasmussen Michael Mørkøv Casper Jørgensen Jens-Erik Madsen Michael Færk Christensen* | Nya Zeeland Sam Bewley Jesse Sergent Hayden Roulston Marc Ryan Westley Gough* |

## Laguppställningar
| Ukraina - Volodymyr Dyudya - Lyubomyr Polatayko - Maksym Polishchyuk - Vitaliy Shchedov Spanien - Sergi Escobar - Asier Maeztu - David Muntaner - Antonio Miguel Parra Nederländerna - Levi Heimans - Robert Slippens - Wim Stroetinga - Jens Mouris Australien - Jack Bobridge - Mark Jamieson - Bradley McGee - Luke Roberts* - Graeme Brown Danmark - Michael Færk Christensen* - Casper Jørgensen - Jens-Erik Madsen - Alex Nicki Rasmussen - Michael Mørkøv | Colombia - Juan Estaban Arango - Arles Castro - Juan Pablo Forero - Jairo Pérez Frankrike - Damien Gaudin - Matthieu Ladagnous - Christophe Riblon - Nicolas Rousseau Ryssland - Alexei Markov - Alexander Petrovskiy - Alexander Serov - Nikolay Trusov* - Evgeny Kovalev Nya Zeeland - Sam Bewley - Westley Gough* - Marc Ryan - Jesse Sergent - Hayden Roulston Storbritannien - Ed Clancy - Paul Manning - Geraint Thomas - Bradley Wiggins |  |

## Resultat

### Kvalifikation
| Placering | Lag            | Tid      |
| --------- | -------------- | -------- |
| 1         | Storbritannien | 3:57.101 |
| 2         | Nya Zeeland    | 3:59.277 |
| 3         | Australien     | 4:02.041 |
| 4         | Danmark        | 4:02.191 |
| 5         | Frankrike      | 4:03.679 |
| 6         | Nederländerna  | 4:04.846 |
| 7         | Spanien        | 4:06.509 |
| 8         | Ryssland       | 4:06.518 |
| 9         | Ukraina        | 4:07.883 |
| 10        | Colombia       | 4:11.397 |

### Semifinaler
| Nation    | Tid      | Placering |
| --------- | -------- | --------- |
| Danmark   | 3:56.831 | 2         |
| Frankrike | DSQ      | —         |

| Nation        | Tid      | Placering |
| ------------- | -------- | --------- |
| Australien    | 3:58.633 | 4         |
| Nederländerna | OVL      | —         |

| Nation      | Tid      | Placering |
| ----------- | -------- | --------- |
| Nya Zeeland | 3:57.536 | 3         |
| Spanien     | OVL      | —         |

| Nation         | Tid         | Placering |
| -------------- | ----------- | --------- |
| Storbritannien | 3:55.202 WR | 1         |
| Ryssland       | OVL         | —         |

### Medaljomgångar
| Nation         | Tid         | Placering |
| -------------- | ----------- | --------- |
| Storbritannien | 3:53.314 WR | 1         |
| Danmark        | 4:00.040    | 2         |

| Nation      | Tid      | Placering |
| ----------- | -------- | --------- |
| Nya Zeeland | 3:57.776 | 3         |
| Australien  | 3:59.006 | 4         |